# Xã Taylor, Quận Greene, Indiana
Xã Taylor (tiếng Anh: Taylor Township) là một xã thuộc quận Greene, tiểu bang Indiana, Hoa Kỳ. Năm 2010, dân số của xã này là 1.200 người.